# 拉美西斯一世
拉美西斯一世（Ramesses I，或Ramsses I，？-公元前1294年6月）又名門帕提拉，原名普拉美斯，生于埃及東北三角洲的阿發里斯城。古埃及第十九王朝创建者（約公元前1295年—約公元前1294在位）。他不是王族，而是第十八王朝末代法老霍朗赫布的庭臣。他一直跟随国王霍朗赫布参加战斗，得到霍朗赫布的信赖，他是一名出色的指挥官，也是尼罗河口的管理人，得到了埃及首席大祭司和阿蒙高僧的头衔，最后在大约公元前1295年霍朗赫布去世时，任命了普拉美斯登上王位，成为了拉美西斯，他在位时改组军队，招募外族雇佣兵，续建底比斯的卡納克神庙。拉美西斯一世加冕后僅僅一年零四個月就去世了，被葬于帝王谷，赫列姆赫布墓的附近。拉美西斯一世在位的時間雖然較短，卻標誌著統治埃及的法老由穩定埃及發展的霍朗赫布轉移至如塞提一世及拉美西斯二世等強權的法老——這兩位法老將埃及的國勢推至頂峰。
拉美西斯一世的木乃伊在19世紀60年代被文物走私販子用7埃鎊（一美元兌換大約6埃鎊）的價格賣到國外。幾經波折到了加拿大安大略省的尼加拉瀑布博物館。1999年，美國的卡洛斯博物館花費200万美元買到這具珍貴的木乃伊。埃及政府隨后要求美國方面立即歸還。經兩國政府密切磋商，美國在2003年決定無償將木乃伊歸還給埃及。

## 相關作品
- 《天是紅河岸》（漫畫）：篠原千繪